# شارع الضباب (فلم)
شارع الضباب هو فيلم لبناني من إنتاج سنة 1967، ومن بطولة المطربة صباح.

## قصة الفيلم
عادل الموظف الحكومي يشعر بصدمة عندما يعرف أن حبيبته فتاة ليل، ثم يتعرف على نازك (صباح) زوجة رئيس الشركة التي تعاني متاعباً مع زوجها العجوز، وتبدأ علاقة حب بينهما.

## الأغاني
شارك فيه النجم السعودي الصاعد آنذاك طلال مداح، وهو الفيلم الوحيد الذي شارك فيه.
- ألف أغاني الفيلم ميشال طعمة، ولحنها محمد محسن، وغازي علي.[2]

## وصلات خارجية
- شارع الضباب على موقع قاعدة بيانات الأفلام العربية